# Dirt (série télévisée)
Pour les articles homonymes, voir Dirt.
Dirt est une série télévisée américaine en 20 épisodes de 42 minutes, créée par Matthew Carnahan et diffusée entre le 2 janvier 2007 et le 13 avril 2008 sur FX.
En France, la série a été diffusée à partir du 19 novembre 2007 sur Jimmy et du 1er avril 2008 sur France 4.

## Synopsis
Cette série raconte les aventures d’une éditrice en chef de deux journaux à scandales, Lucy Spiller, qui est prête à tout pour découvrir les secrets cachés des stars hollywoodiennes afin d'en faire la prochaine couverture à sensation ou encore pour les faire chanter. Lucy emploie son meilleur ami comme photographe, c'est d'ailleurs le meilleur, sauf qu'il souffre de schizophrénie...

## Distribution

### Personnages principaux
- Courteney Cox (VF : Maïk Darah) : Lucy Spiller
- Ian Hart (VF : Patrice Dozier) : Don Konkey
- Josh Stewart (VF : Thierry Wermuth) : Holt Mclaren
- Jeffrey Nordling (VF : Pascal Germain) : Brent Barrow
- Alex Breckenridge (VF : Vanina Pradier) : Willa McPherson

### Personnages secondaires

#### Première saison
- Shannyn Sossamon (VF : Marie Millet-Giraudon) : Kira Klay
- Rick Fox (VF : Bruno Henry) : Prince Tyreese
- Timothy Bottoms (VF : Philippe Catoire) : Gibson Horne
- Carly Pope (VF : Alexandra Garijo) : Garbo
- Laura Allen (VF : Marie-Laure Dougnac) : Julia Mallory
- Will McCormack (VF : Pierre Tessier) : Leo Spiller

#### Deuxième saison
- Ryan Eggold (VF : Laurent Morteau) : Farber Kauffman
- Julian Acosta (VF : Alexis Victor) : Adam Proteau
- Ashley Johnson (VF : Christine Bellier) : Sharlee Cates
- Kevin Wheatley : Kenny
- Danny Comden (en) (VF : Arnaud Arbessier) : Ted Rothman

## Épisodes

### Première saison (2007)
1. Scandales à la une (Pilot)
2. Blogan (Blogan)
3. Ovophagie (Ovophagy)
4. L'Esprit de famille (What to Expect When You're Expecting)
5. La Vengeance (You Don't Know Jack)
6. Une petite ville si tranquille (The Secret Life of Altar Girls)
7. Mensonges et manipulations (Come Together)
8. En quête de vérité (The Thing Under the Bed)
9. Prise d'otages (This Is Not Your Father's Hostage Situation)
10. Numéro spécial sexe (The Sexxx Issue)
11. Le Mentor (Pap Smeared)
12. Dans la tourmente (Caught On Tape)
13. La messe est dite (Ita Missa Est[1])

### Deuxième saison (2008)
1. Retour à la normale (Welcome to Normal)
2. Pauvres petites filles riches (Dirty Slutty Whores)
3. Le tortionnaire (God Bless the Child)
4. Téléréalité (Ties That (Don't) Bind)
5. Les faux amis (What Is This Thing Called)
6. Et le gagnant est... (And the Winner Is)
7. Ni fleurs, ni couronnes (In Lieu of Flowers)

## Commentaires
- Le 8 juin 2008, Courteney Cox annonce que la série est annulée[2].
- Très gênée en plein tournage de scènes érotiques, Courteney Cox Arquette a gentiment demandé à son mari, David Arquette, de quitter le plateau alors qu'il est producteur exécutif de la série. Elle a cependant expliqué dans une interview que la chose la plus embarrassante qu'elle ait faite pour la série est d'avoir utilisé un vibromasseur devant toute l'équipe de tournage.
- Pour le pilote de la série, quelques plans sont réalisés par David Fincher.
- Dans l'épisode 13, Courteney Cox Arquette retrouve une des Friends, Jennifer Aniston dans le rôle de Tina Harrod.
- Outre ce rôle à mille lieues de celui de Monica dans Friends, Courteney Cox s’offre pour cette série la casquette de productrice exécutive, qu’elle partage avec son mari David Arquette. Et pour mieux interpréter son personnage, l’actrice n’a pas hésité à passer du temps avec un véritable rédacteur en chef de magazine à scandales et à participer aux conférences de rédaction[3].

## Produits dérivés

### DVD
- Dirt - L'intégrale de la saison 1 (13 août 2008)  (ASIN B001927NH6)